# Henri Morelle
Pour les articles homonymes, voir Morelle (homonymie).
Henri Morelle est un ingénieur du son belge.

## Filmographie partielle

### Cinéma
- 1971 : Malpertuis : Histoire d'une maison maudite
- 1971 : Les Lèvres rouges
- 1972 : Les Tueurs fous
- 1973 : La Fête à Jules (Home sweet home)
- 1973 : Het dwaallicht
- 1974 : Kafr kasem
- 1975 : Le fils d'Amr est mort
- 1976 : Rue Haute
- 1976 : Plaisir d'amour en Iran (court-métrage)
- 1977 : Krystyna et sa nuit
- 1977 : Le Dernier Baiser
- 1977 : L'une chante, l'autre pas
- 1978 : Les Rendez-vous d'Anna
- 1979 : Femme entre chien et loup (Een vrouw tussen hond en wolf)
- 1980 : Le Voyage en douce
- 1980 : To Woody Allen from Europe with Love
- 1981 : Beyroutou el lika
- 1982 : Toute une nuit
- 1983 : Benvenuta
- 1985 : Babel opéra, ou la répétition de Don Juan de Wolfgang Amadeus Mozart
- 1986 : Mauvais sang
- 1986 : Mélo
- 1986 : Golden Eighties
- 1986 : Genesis
- 1987 : Les Noces barbares
- 1988 : L'Œuvre au noir
- 1990 : Nouvelle Vague
- 1991 : Les Amants du Pont-Neuf
- 1991 : Dingo
- 1991 : Babel / Lettre à mes amis restés en Belgique
- 1992 : Daens
- 1992 : Aline
- 1993 : Le Fils du requin
- 1993 : Parfois trop d'amour
- 1995 : Between the Devil and the Deep Blue Sea
- 1995 : Leçon de vie
- 1995 : Les Cent et Une Nuits de Simon Cinéma
- 1997 : Le Bossu
- 1998 : Attaville, la véritable histoire des fourmis
- 1999 : Une liaison pornographique
- 2000 : Le roi danse
- 2000 : Amazone
- 2001 : Monsoon Wedding
- 2001 : No Man's Land
- 2001 : Pauline et Paulette
- 2001 : La Fille de Keltoum
- 2002 : Sur le bout des doigts
- 2003 : Les Triplettes de Belleville
- 2003 : Depuis qu'Otar est parti...
- 2003 : Dédales
- 2003 : Au-delà de la lune
- 2005 : Va, vis et deviens
- 2005 : Nuit noire
- 2006 : La Raison du plus faible
- 2006 : Si le vent soulève les sables
- 2007 : Irina Palm
- 2007 : Survivre avec les loups
- 2009 : Rapt
- 2009 : Je l'aimais
- 2010 : No et moi
- 2010 : Sans laisser de traces
- 2011 : La Fille du puisatier
- 2013 : Mr. Morgan's Last Love
- 2014 : Pas son genre
- 2015 : Rosalie Blum
- 2015 : Souviens-toi
- 2016 : Trahisons
- 2016 : En amont du fleuve
- 2018 : Ma mère est folle
- 2020 : The book of vision
- 2020 : Profession du père
- 2020 : The Swan

### Télévision
- 2000 : Elles et Moi
- 2004 : Suzie Berton
- 2006 : Notable, donc coupable
- 2018 : Léna, rêve d'étoile

## Distinctions

### Récompenses
- 1991 : Australian Film Institute : AFI Award du meilleur son pour Dingo (1991) (partagé avec Ashley Grenville et James Currie)
- 2015 : Magritte du meilleur son pour Pas son genre (2014) (partagé avec Luc Thomas)

### Nominations
- 1991 : César du meilleur son pour Nouvelle Vague (1990) (partagé avec Pierre-Alain Besse et François Musy)
- 2001 : César du meilleur son pour Le roi danse (2000) (partagé avec Dominique Dalmasso)
- 2013 : Magritte du meilleur son pour 38 témoins (2012) (partagé avec Luc Thomas et Aline Gavroy)